# William Hay (10e marquis de Tweeddale)
Pour les articles homonymes, voir William Hay.
William Montagu Hay (29 janvier 1826-25 novembre 1911) est un propriétaire foncier écossais, pair et homme politique. Il est né à Yester House, près de Gifford, East Lothian, et sert en Inde britannique comme membre de la fonction publique du Bengale et plus tard en tant que député libéral.
En 1878, il succède à son frère comme marquis de Tweeddale et comme propriétaire de quelque 40 000 acres en Écosse. Il est ensuite devenu Lord Haut Commissaire à l'Assemblée générale de l'Église d'Écosse et est nommé Chevalier du chardon.

## Jeunesse
Hay est né à Yester House le 29 janvier 1826. Il est le troisième fils (de six fils et huit filles) né de Susan Montagu et de George Hay (8e marquis de Tweeddale) (1787–1876) . 
Son grand-père paternel est George Hay (7e marquis de Tweeddale) et sa grand-mère paternelle est Hannah Charlotte Maitland (une fille de James Maitland (7e comte de Lauderdale)). Ses grands-parents maternels sont William Montagu (5e duc de Manchester) et Susan Gordon (troisième fille d'Alexander Gordon (4e duc de Gordon)) .
En tant que troisième fils d'un marquis qui ne devait pas hériter du titre, Hay fait ses études à l'Imperial Service College et s'est préparé à une carrière dans la fonction publique.

## Carrière
De 1845 à 1862, il sert dans la fonction publique du Bengale, dont quelques années comme sous-commissaire de Simla, puis comme surintendant des Hill States du nord de l'Inde .
Après son retour de l'Inde, il est député libéral de Taunton de 1865 à 1868, et est réélu pour Haddington Burghs en 1878. Il est également président de la North British Railway Company .
Après avoir succédé à son frère Arthur comme marquis de Tweeddale le 29 décembre 1878, il devient propriétaire de domaines totalisant quelque 40 000 acres en Écosse . En 1881, il est créé baron Tweeddale de Yester dans la pairie du Royaume-Uni, lui donnant un siège à la Chambre des Lords .
En plus d'être le chambellan héréditaire de Dunfermline, il est Lord Haut-commissaire à l'Assemblée générale de l'Église d'Écosse de 1889 à 1892 et, à nouveau, de 1896 à 1897 .
Le 26 octobre 1898, Tweeddale est nommé chevalier du chardon et investi au château de Windsor le 8 décembre . Il est également lieutenant adjoint pour les comtés de Haddingtonshire (maintenant appelés East Lothian et Berwickshire) et brigadier-général de la Royal Company of Archers, une unité de cérémonie qui sert de garde du corps du souverain en Écosse .

## Vie privée
Le 18 mai 1878, Lord Tweeddale épouse Candida Louise Bartolucci (1854–1925)  à l'église St Augustine, Londres. Candida est une fille du Signor Vincenzo Bartolucci de Cantiano, en Italie . La sœur de Candida, Evelyn Bartolucci, est la deuxième épouse d'Amm. Sir Astley Cooper Key . Ensemble, ils ont /
- Susan Elizabeth Clementine Hay (1879–1964), qui épouse Walter Waring, député, fils de Charles Waring, député, en 1901 [2]
- Candida Louisa Hay (1882–1882), décédée à la naissance[7].
- William Hay (11e marquis de Tweeddale) (1884–1967), qui épouse Marguerite Christine Ralli[8], fille d'Alexander Ralli et belle-fille de Lewis Einstein (en), en 1912 [9]
- Arthur Vincent Hay (1886–1914), tué au combat pendant la Première Guerre mondiale lors de la première bataille de l'Aisne. Il épouse Menda Ralli, fille unique d'Ambrose Ralli, en 1911[10]. Après sa mort, elle épouse le colonel. Robert Edward Kennard Leatham
- Edward Douglas Hay (1888–1944), qui épouse Violet Florence Catherine "Bridget" Barclay, fille unique du major Cameron Barclay, en 1917

Il meurt le 25 novembre 1911 dans sa maison de Londres, 6 Hill Street  et est remplacé par son fils aîné, le comte de Gifford (né en 1884) . Il est enterré à l'église paroissiale de Yester à Gifford, East Lothian, près de sa maison familiale à Yester House .